# Coremiocnemis cunicularia
Coremiocnemis cunicularia är en spindelart som först beskrevs av Simon 1892.  Coremiocnemis cunicularia ingår i släktet Coremiocnemis och familjen fågelspindlar. Inga underarter finns listade i Catalogue of Life.